# Hupperath
Hupperath är en kommun och ort i Landkreis Bernkastel-Wittlich i förbundslandet Rheinland-Pfalz i Tyskland.
Kommunen ingår i kommunalförbundet Verbandsgemeinde Wittlich-Land tillsammans med ytterligare 44 kommuner.